# Església de fusta de Borgund
|  | Aquest article tracta sobre l'església de fusta del segle XII. Si cerqueu la nova església de 1868, vegeu «Església de Borgund». |

L'Església de fusta de Borgund (noruec: Borgund stavkyrkje) és una antiga església parroquial inicialment de l'Església Catòlica i més tard de l'Església de Noruega al municipi de Lærdal, al comtat de Vestland, Noruega. Va ser construïda al voltant de l'any 1200 com a església del poble de Borgund, i va pertànyer a la parròquia de Lærdal (part del Sogn prosti o deganat de Sogn, a la diòcesi de Bjørgvin) fins al 1868, quan les seves funcions religioses van ser transferides a una nova església parroquial construïda al costat. L'antiga església va ser restaurada, conservada i convertida en museu. Està finançada i gestionada per la Societat per a la Preservació dels Monuments Antics Noruecs, i està classificada com una església de fusta de tres naus del tipus Sogn. Els seus terrenys contenen l'únic campanar independent construït amb bastidors que es conserva a Noruega.

## Construcció
L'església de fusta de Borgund va ser construïda entre el 1180 i el 1250 amb afegits i restauracions posteriors. Les seves parets estan formades per taulons verticals de fusta, o esgraons. Els quatre pilars de la cantonada estan connectats entre si per llindars de terra, que descansen sobre una base de pedra. Les dogues intermèdies s'eleven dels llindars del terra; cadascuna està encaixada i ranurada per entrellaçar-se amb les seves veïnes i formar una paret robusta. Les superfícies exteriors de fusta estan enfosquides per capes protectores de quitrà, destil·lat del pi.
L'església de Borgund està construïda sobre una planta basilical, amb naus laterals rebaixades i un presbiteri i un absis afegits. Té una nau central elevada delimitada pels quatre costats per una arcada. Un deambulatori recorre aquesta plataforma i entra al presbiteri i a l'absis, tots dos afegits al segle XIV. Un deambulatori addicional, en forma de porxo, recorre l'exterior de l'edifici, protegit sota la teulada de teules. La planta d'aquesta església s'assembla a la d'una planta central de creu grega de doble closca amb un absis adossat a un extrem en lloc del quart braç. Les entrades a l'església es troben als tres braços més curts de la creu.
Estructuralment, l'edifici s'ha descrit com un «cub dins d'un cub», cadascun independent de l'altre. El «cub» interior està format per columnes contínues que s'eleven des del nivell del terra per sostenir la teulada. La part superior de l'arcada està formada per contraforts arquejats, units a les columnes. Per sobre de l'arcada, les columnes estan unides per encavallades diagonals en forma de creu, comunament anomenades «creus de Sant Andreu»; aquestes porten suports arquejats que ofereixen l'equivalent visual d'un «segon pis». Tot i que no és una galeria funcional, recorda les galeries contemporànies del segon pis de les grans esglésies de pedra d'altres llocs d'Europa. Unes bigues més petites que discorren entre aquestes columnes de suport superiors ajuden a subjectar-ho tot fermament. El pes de la teulada està així suportat per contraforts i columnes, cosa que impedeix el moviment cap avall i cap a fora de les parets de les dogues.
Les bigues de la teulada estan suportades per tirants encaixades pronunciadament que formen una X amb un tram superior estret i un tram inferior més ample, lligades per una gelosia inferior per evitar el col·lapse. El suport addicional es proporciona mitjançant una gelosia que talla la X, per sota del punt de creuament però per sobre de la gelosia inferior. La teulada té un fort pendent, està taulonada horitzontalment i revestida amb teules. La teulada exterior original hauria estat protegida de les inclemències del temps amb taulons col·locats longitudinalment, en lloc de teules. En anys posteriors, les teules de fusta es van fer més comunes.  La construcció de teulada amb bigues de tisora és típica de la majoria d'esglésies de fusta.

## Dracs

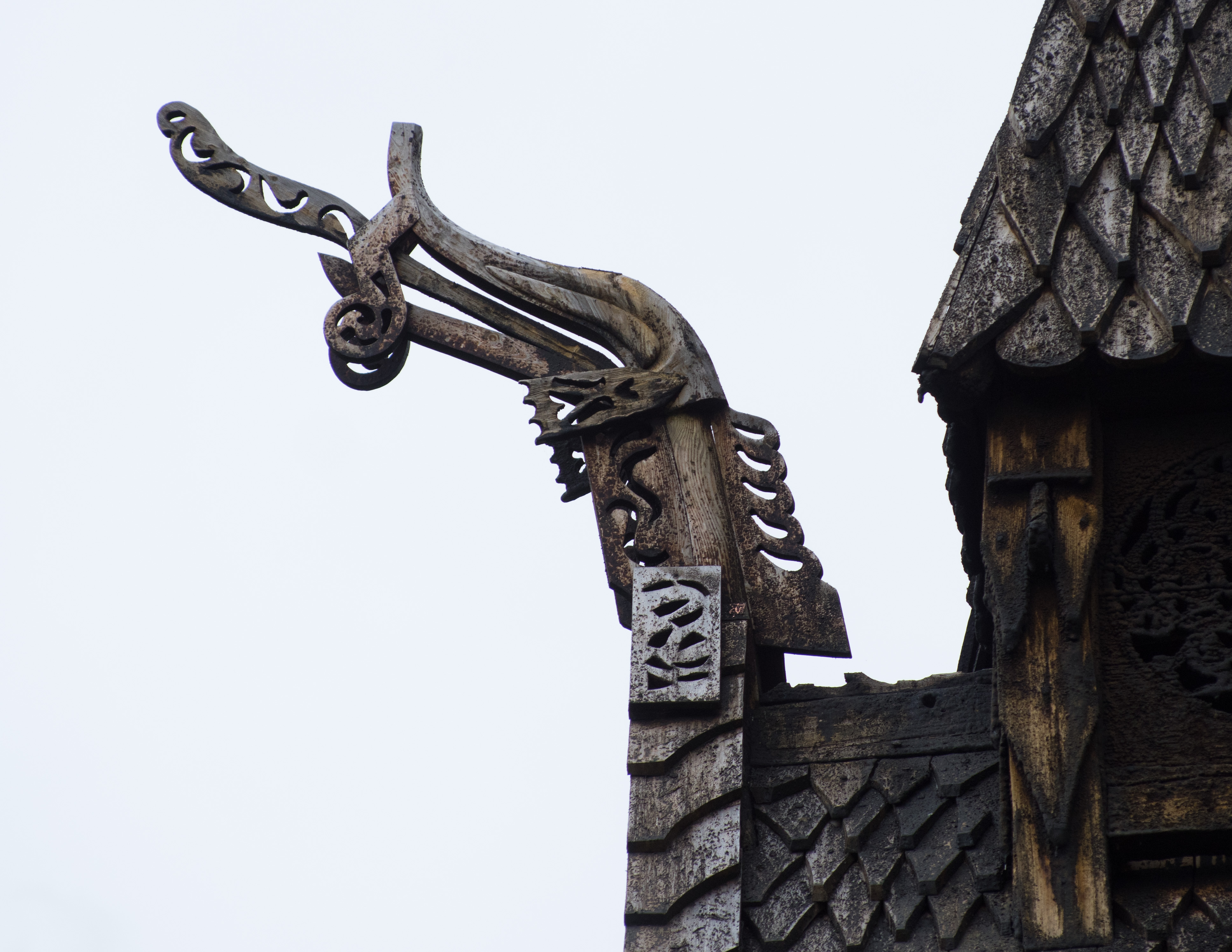
Un dels quatre caps de drac que adornen els frontons de l'església

Borgund té teulades esglaonades i en voladís, coronades a la seva intersecció per una torre o campanar amb teulada de teules que s'estén a cavall de la carena. A cadascun dels seus quatre capcers hi ha un cap de «drac» estilitzat, que s'inclina des de les crestes de la teulada tallades.  Hohler remarca la seva similitud amb els caps de drac tallats que es troben a les proes dels vaixells nòrdics. Caps de capcers similars apareixen en petits reliquiaris de bronze amb forma d'església, comuns a Noruega i Europa en aquest període. Els caps de drac actuals de Borgund són possibles substituts del segle XVIII; caps de drac originals similars romanen en estructures més antigues, com ara l'església de fusta de Lom i la propera església de fusta d'Urnes.  Borgund és una de les poques esglésies de fusta que ha conservat les seves crestes. Estan tallades amb dissenys calats de vinyes i plantes entrellaçades.
Els quatre caps de drac exteriors són potser el més distintiu de tots els símbols no cristians que adornen l'església de Borgund. La seva funció és incerta i controvertida; si són pagans, són reclutats per la causa cristiana en la batalla entre el Bé i el Mal. Potser tenien la intenció de mantenir allunyats els mals esperits que es creia que amenaçaven l'edifici de l'església; per allunyar el mal, en lloc de representar-lo.
Al panell lateral inferior del campanar hi ha quatre retalls circulars tallats. Les talles estan desgastades per la intempèrie, enquitranades i difícils de desxifrar, i hi ha desacord sobre què simbolitzen. Alguns creuen que representen els quatre evangelistes, simbolitzats per una àguila, un bou, un lleó i un home. Hauglid descriu les talles com a «dracs que estenen els seus caps cap al drac del camp veí i el mosseguen», i assenyala la seva similitud amb les talles de l'església de Høre Stave.
El portal oest de l'església (l'entrada principal de la nau) està envoltat per una talla més gran de dracs que es mosseguen el coll i la cua. A la part inferior de les mitges columnes que flanquegen l'entrada principal, dos caps de drac vomiten tiges de vinya que s'enrotllen cap amunt i es trenen amb els dracs superiors. La talla comparteix similituds amb el portal oest de l'església d'Ål Stave, que també té estels
 en un patró de trena de banda i segueix la composició habitual
 als portals Sogn-Valdres, un grup més gran de portals amb similituds molt clares. Bugge escriu que l'autoritat cristiana pot haver acceptat aquestes escenes paganes i «salvatges» a l'edifici de l'església perquè l'esquerda es podria interpretar com una lluita entre el bé i el mal; en l'art medieval cristià, el drac sovint s'utilitzava com a símbol del mateix diable, però Bugge creu que les talles eren protectores, com els caps de drac a la teulada de l'església.

## Interior
L'interior de l'església és fosc, ja que no hi entra gaire llum del dia. Algunes de les poques fonts de llum natural són les finestres circulars estretes al llarg de la teulada, exemples de il·luminació natural. Se suposava que les obertures estretes impedirien l'entrada de mals esperits. Tres entrades estan ricament adornades amb fullatge i serps, i només són prou amples perquè hi entri una persona, suposadament impedint l'entrada de mals esperits juntament amb els feligresos. Els portals estaven originalment pintats de verd, vermell, negre i blanc.
S'han eliminat la majoria dels accessoris interns. Hi ha poca cosa a l'edifici, a part de la filera de bancs que hi ha instal·lats al llarg de la paret interior de l'església a la girola, fora de l'arcada i la plataforma elevada, una pica de pedra salina, un altar (amb retaule del segle XVII), un faristol del segle XVI i un armari del segle XVI per guardar els estris de l'altar. Després de la Reforma, quan l'església es va convertir per al culte protestant, s'hi van incloure bancs, un púlpit i altres mobles estàndard de l'església, però aquests s'han eliminat des que l'edifici ha passat a estar sota la protecció dels Fortidsminneforeningen (Societat per a la Preservació de Monuments Antics Noruecs).

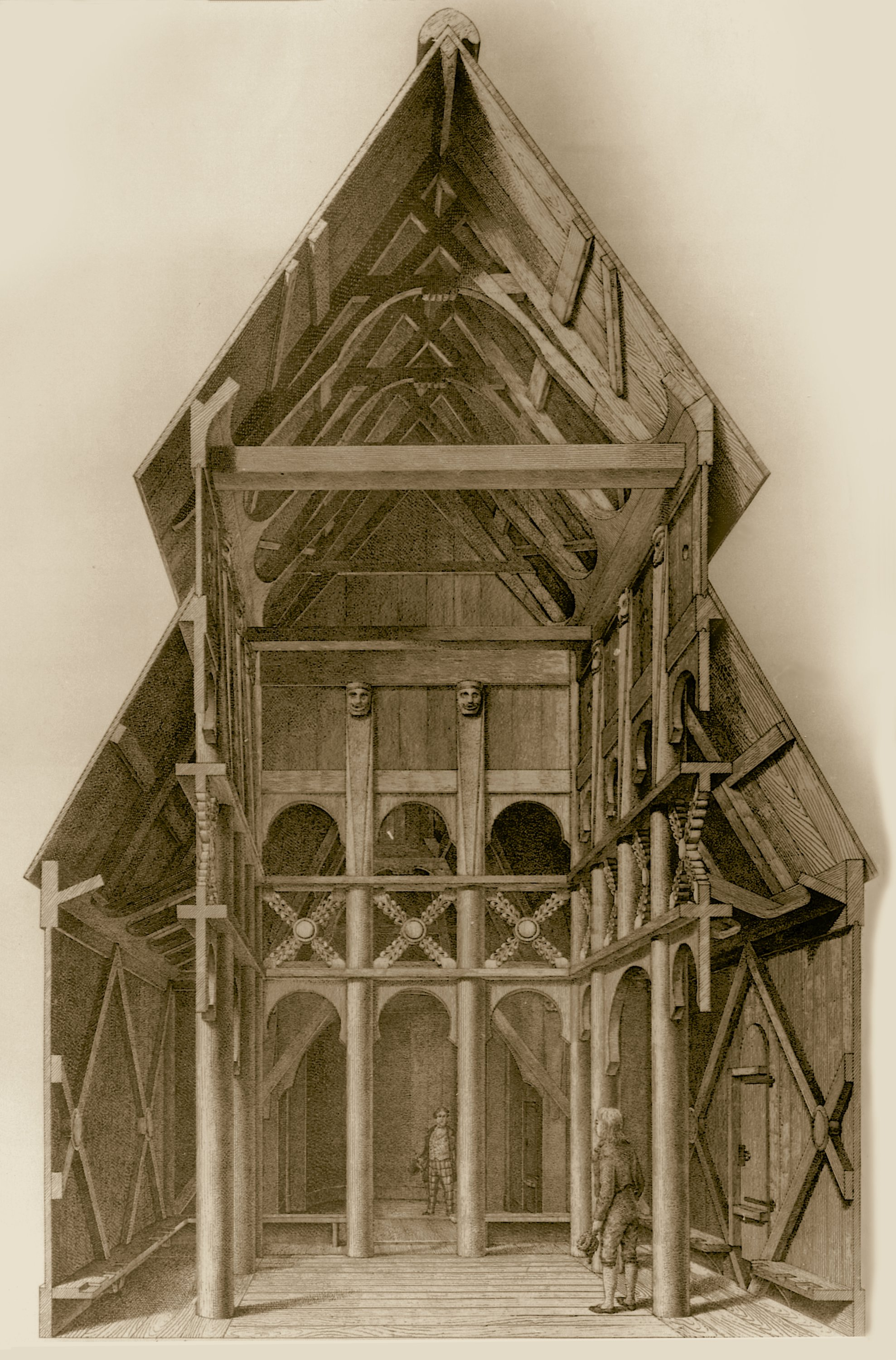
Dibuix de l'església de fusta de Borgund per GA Bull

L'estructura interior de l'església es caracteritza per les dotze columnes exemptes que sostenen l'espai central elevat de la nau. Al costat llarg de l'església hi ha un doble interval entre el segon i el tercer pilar, però amb un mig pilar que descansa sobre la biga de reforç inferior (el pilar) que discorre pel mig. El doble interval proporciona accés lliure des del portal sud al compartiment central de l'església, que d'altra manera hauria estat obstruït per la barra del mig. La part superior dels pals està acabada amb màscares grotesques (humanes i animals) tallades. Els tirants estan assegurats amb tirants en forma de creus de Sant Andreu amb un centre en forma de sol i formes de fulles tallades al llarg dels braços. Les creus reapareixen en una forma menys ornamentada com a tirants al llarg de les parets de l'església. Als costats nord i sud de la nau, un total de vuit finestres deixen entrar petites quantitats de llum, i a la part superior del gablet oest de la nau hi ha una finestra de data més recent, probablement d'època anterior a la Reforma. A la paret sud de la nau, les creus d'inauguració encara es troben a la part interior del mur. Els murs interiors del cor i el portal oest tenen figures gravades i runes, algunes de les quals daten de l'Edat Mitjana. Un, d'entre els grafits rúnics més comuns, diu «Ave Maria». Una inscripció de Þórir (Thor), que diu: «al vespre a la missa de Sant Olaf», culpa les Nornes paganes dels seus problemes; potser un residu d'antigues creences, ja que es creia que aquests éssers femenins governaven els destins personals de tothom en la mitologia nòrdica i l'Edda poètica.

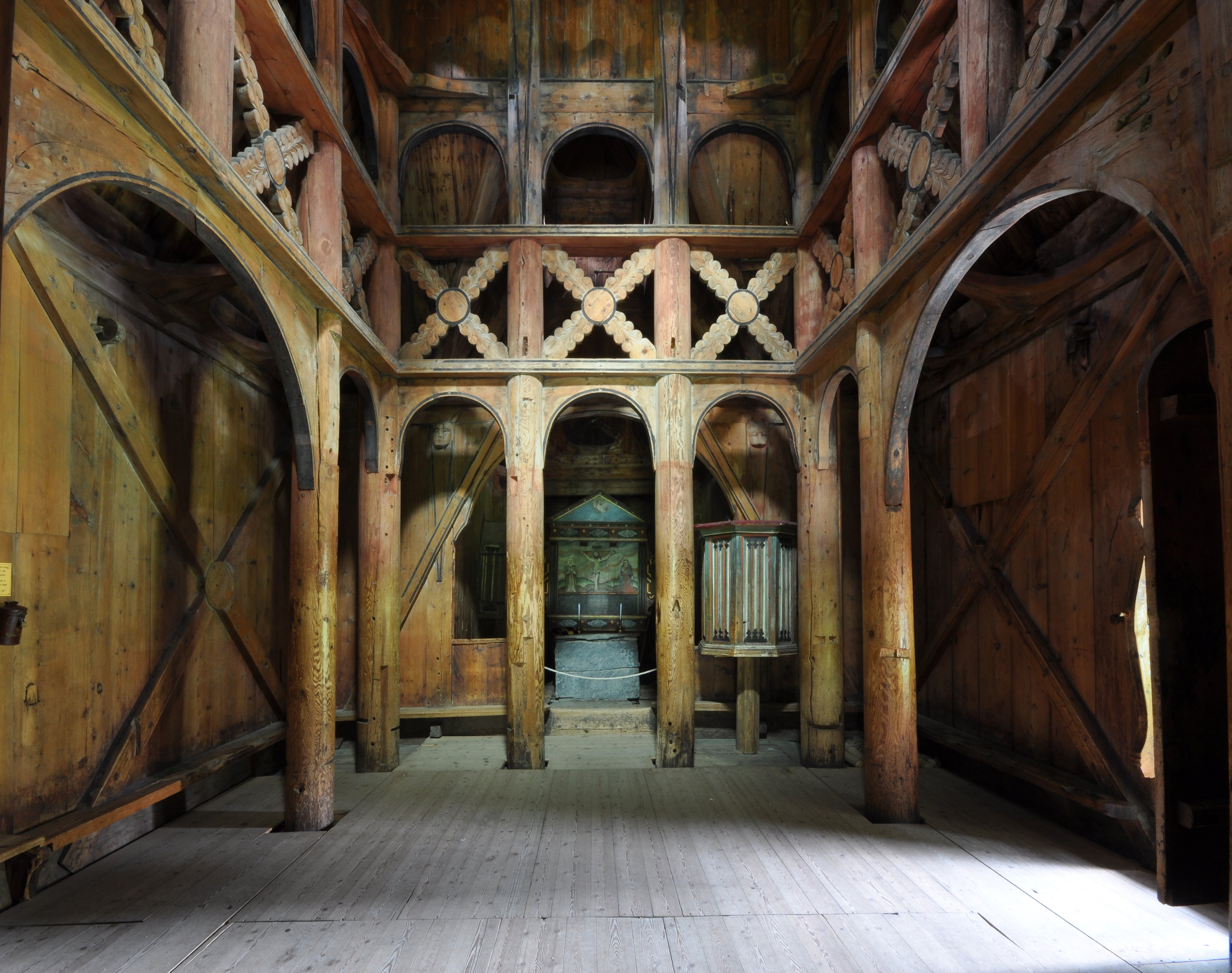
Interior, amb arcades, columnes de suport, «creus de Sant Andreu» i arcs de galeria a sobre

L'interior medieval de l'església de fusta està gairebé intacte, excepte per les restauracions i reparacions, tot i que el crucifix medieval va ser retirat després de la Reforma. El terra de fusta original i els bancs que recorren les parets de la nau es conserven en gran part intactes, juntament amb un altar medieval de pedra i una pica baptismal en forma de caixa de pedra esteatita. El púlpit és del període 1550–1570 i el retaule data de 1654, mentre que el marc al voltant de la làpida és de 1620. La pintura del retaule mostra la crucifixió al centre, flanquejada per la Mare de Déu a l'esquerra i Joan Baptista a la dreta. Al camp del timpà, un colom blanc plana sobre un fons blau. Sota la pintura hi ha una inscripció amb lletres daurades sobre fons negre. També es conserva un sagrament del període 1550–1570 del mateix estil que el púlpit. A principis de la dècada de 1870 es va dur a terme una restauració de l'edifici, dirigida per l'arquitecte Christian Christie, que va eliminar bancs, una galeria del segon pis amb seients, un sostre sobre el presbiteri i diverses finestres, incloent-hi dues grans finestres als costats nord i sud. Com que l'objectiu era retornar l'església a l'estat anterior a la Reforma, també es va eliminar tota la pintura interior posterior a la Reforma.
Imatges de la dècada del 1990 mostren banyes de cérvol penjades dels pilars inferiors orientats a l'est. Una història local afirma que això és tot el que queda d'un ren dissecat sencer, disparat quan intentava entrar durant una missa. Un diari de viatges del 1668 afirma que un ren va ser disparat durant un sermó «quan marxava com un mag davant dels altres cadàvers d'animals».

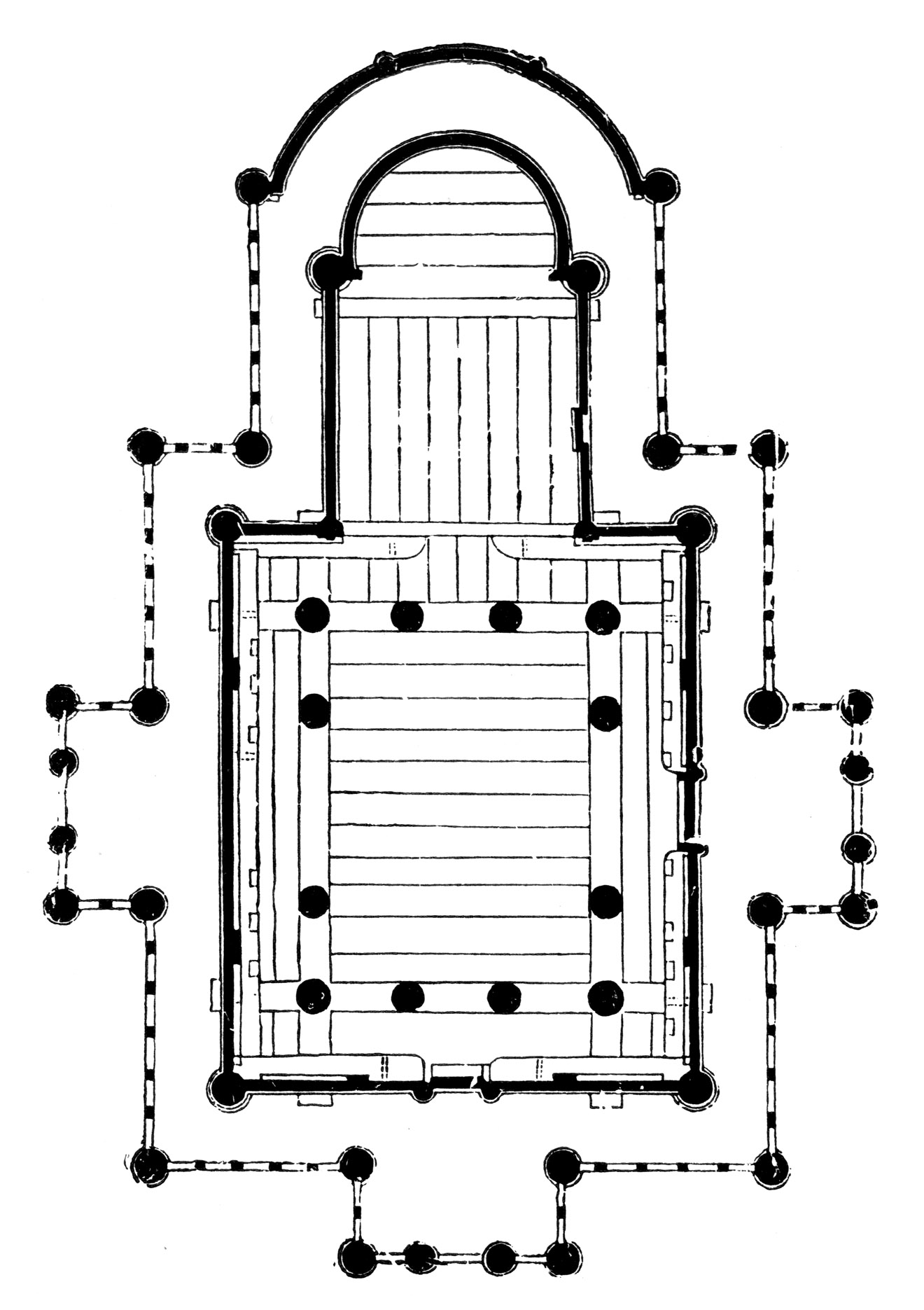
Plànol de l'església de fusta de Borgund, que representa el marc inferior

## Campanar
Al sud de l'església hi ha un campanar exempt de dogues que cobreix les restes de la foneria medieval que es feia servir per fondre la campana de l'església. Probablement va ser construïda a mitjans del segle XIII. És l'únic campanar exempt de dogues que es conserva a Noruega.  Se li va donar una porta nova cap a l'any 1700, però es va treure i no es va tornar a posar en algun moment entre les dècades de 1920 i 1940, deixant el pou de la foneria al descobert. Per preservar l'interior, es van construir nous murs com a revestiment a l'exterior de les parets de fusta a la dècada del 1990. Una de les campanes medievals està exposada a la nova església de Borgund.

## Gestió
El 1868 l'edifici va ser abandonat com a església però es va convertir en museu; això el va salvar de la demolició habitual de les esglésies de fusta en aquell període. Una nova església de Borgund va ser construïda el 1868 a poca distància al sud de l'antiga església. L'antiga església no s'ha utilitzat formalment amb finalitats religioses des d'aquell any. L'església de fusta de Borgund va ser comprada per la Societat per a la Preservació de Monuments Antics Noruecs el 1877. La primera guia en anglès de l'església de fusta es va publicar el 1898. Des del 2001, la Direcció Noruega de Patrimoni Cultural ha finançat un programa per investigar, restaurar, conservar i mantenir les esglésies de fusta.

## Llegat
L'església va servir d'exemple per a la reconstrucció de l'església de fusta de Fantoft a Fana, Bergen, el 1883 i per a la seva reconstrucció el 1997. L'església de fusta Gustav Adolf a Hahnenklee, Alemanya, construïda el 1908, està inspirada en l'església de Borgund. Existeixen quatre rèpliques als Estats Units, una a Chapel in the Hills, Rapid City, Dakota del Sud,  una altra propietat de Timothy Mellon a Lyme, Connecticut, la tercera a Washington Island, Wisconsin, i la quarta a Minot, Dakota del Nord, a l'Scandinavian Heritage Park.

## Galeria

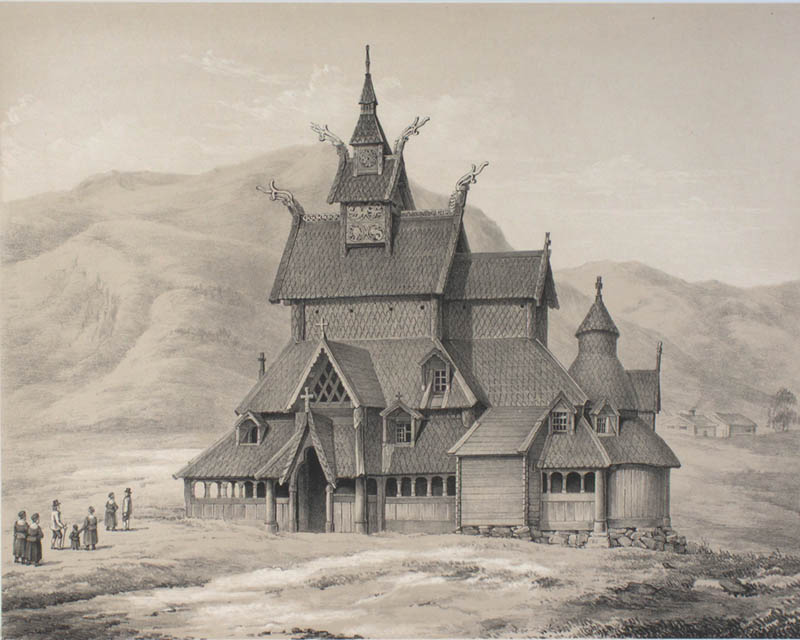
Imatge de l'obra Norge fremstillet i Tegninger, de Christian Tønsberg (1848)
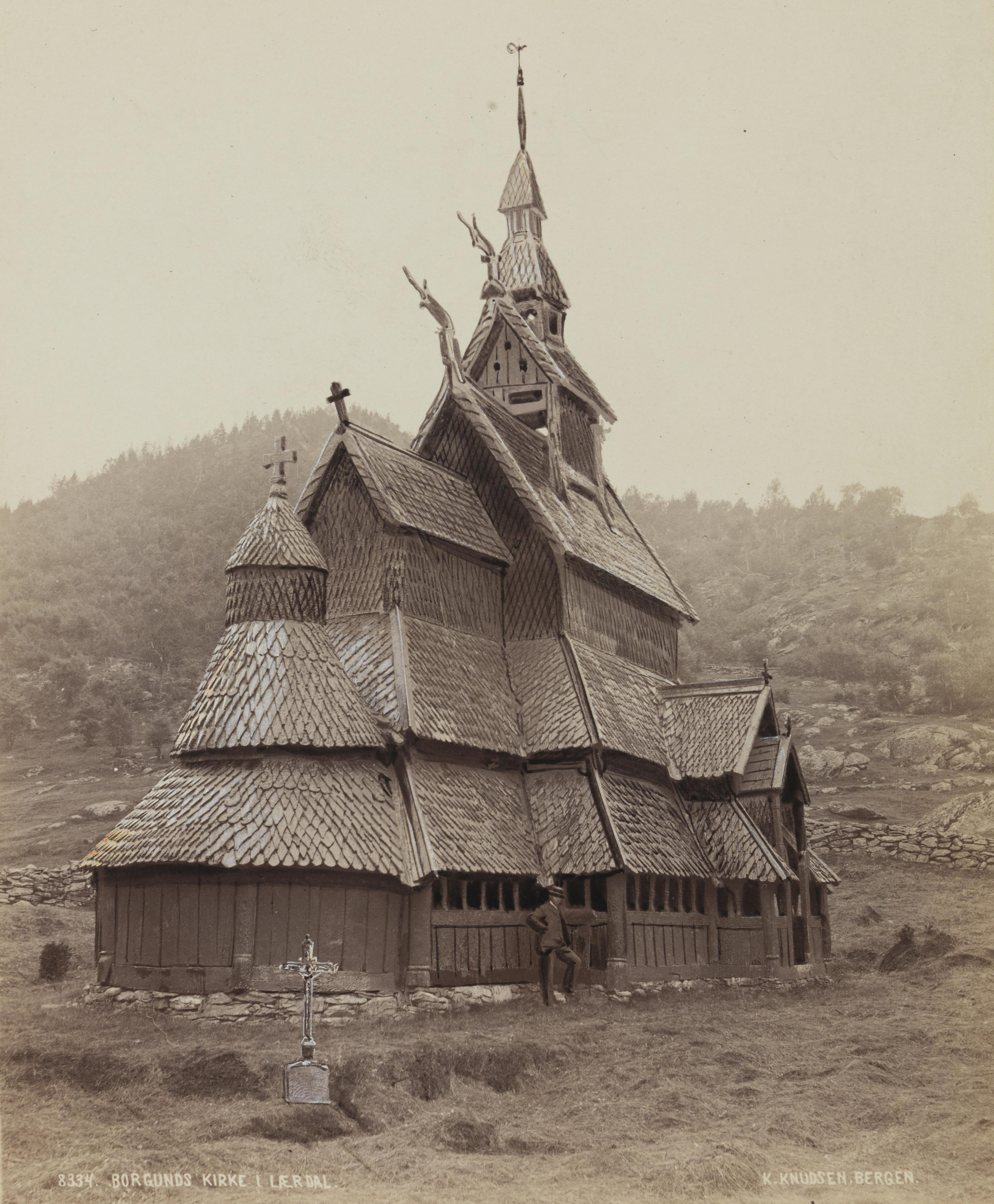
La imatge està presa de la col·lecció d'imatges de la Biblioteca Nacional Borgund Stave Church, Lærdal, Sogn og Fjordane
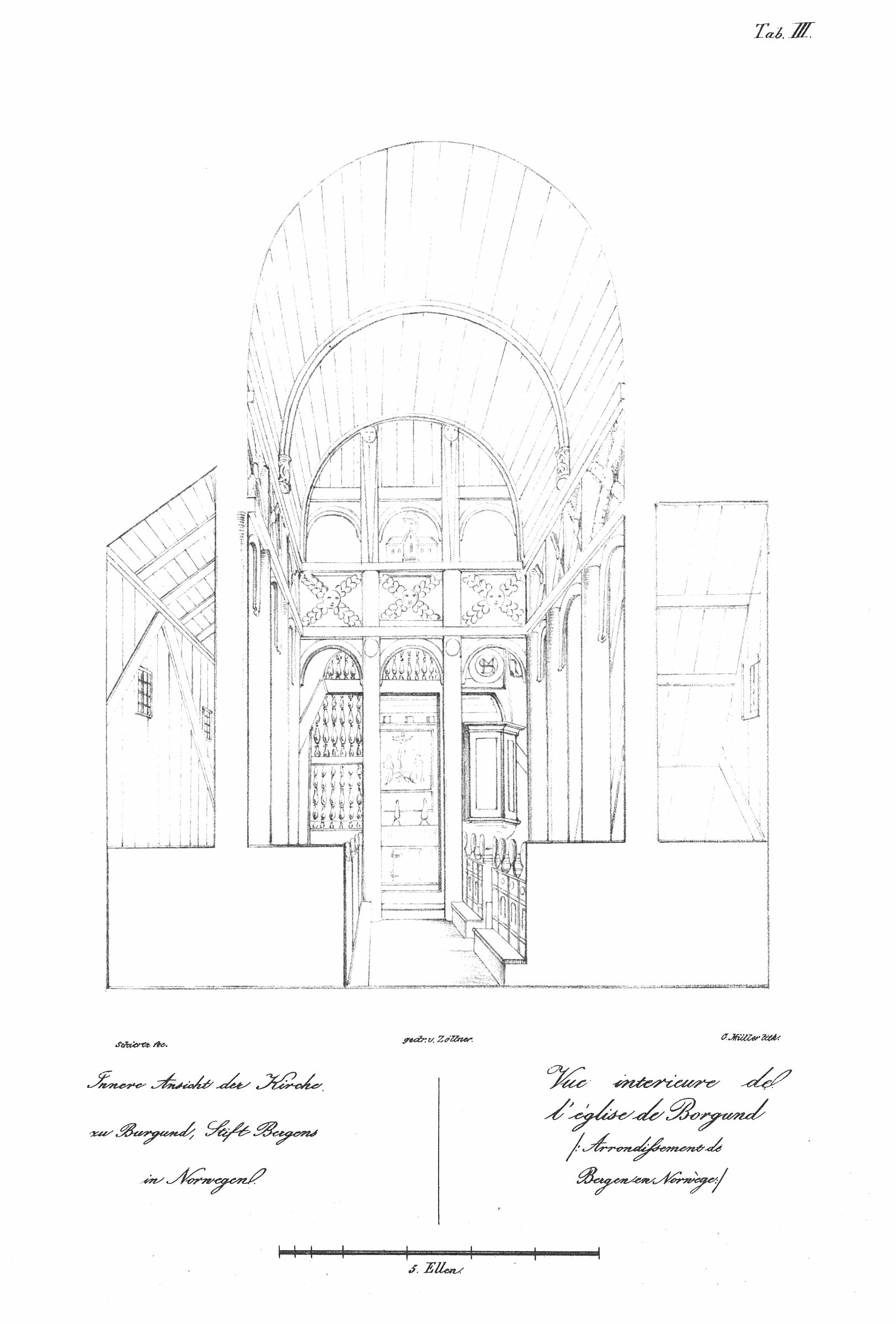
Fotografia extreta d'un llibre editat per JCC Dahl, pintor paisatgista i professor a l'Acadèmia de Belles Arts KS de Dresden i Leipzig, 1837
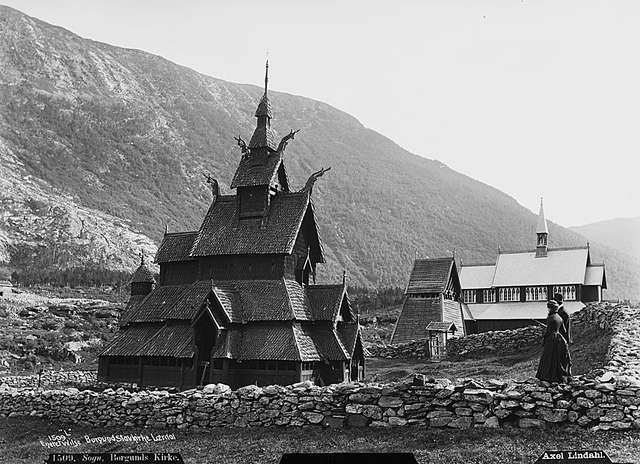
Fotografia feta entre 1880 i 1890
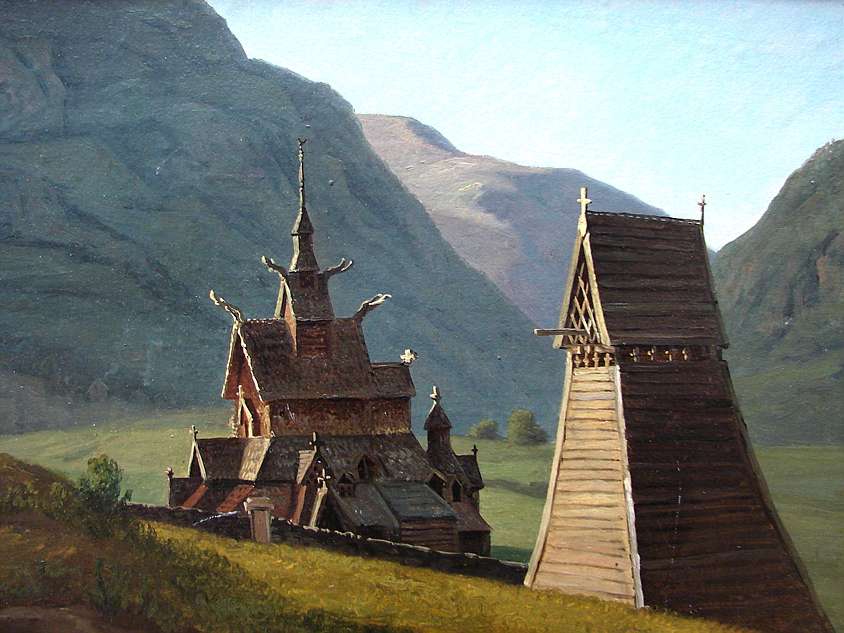
Stavkirken, Borgund, Martinus Rørbye, Ny Carlsberg Glyptotek, København, 1833
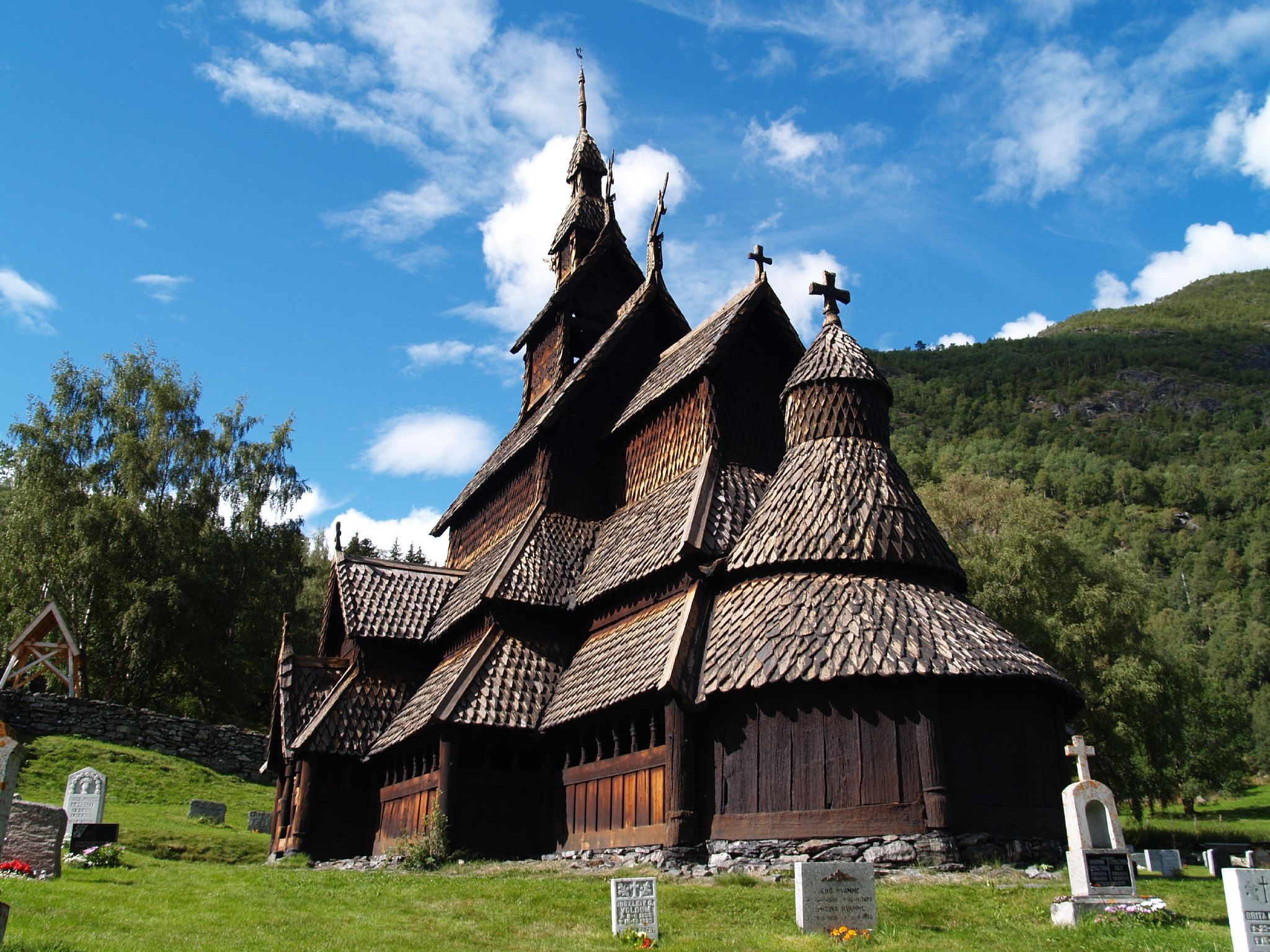
Església de fusta de Borgund a Lærdalen
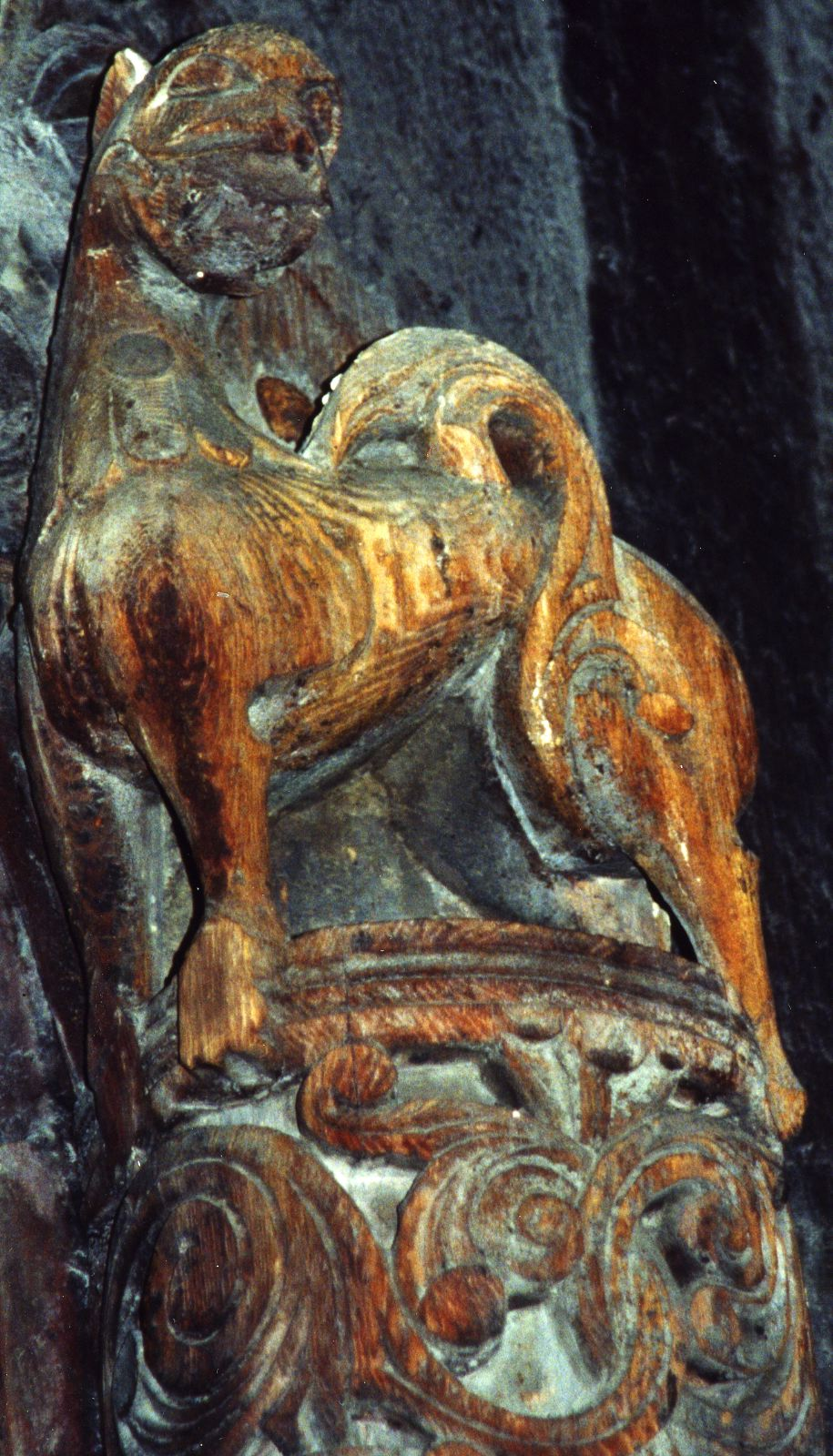
Decoració de lleó en arc de l'església de fusta de Borgund
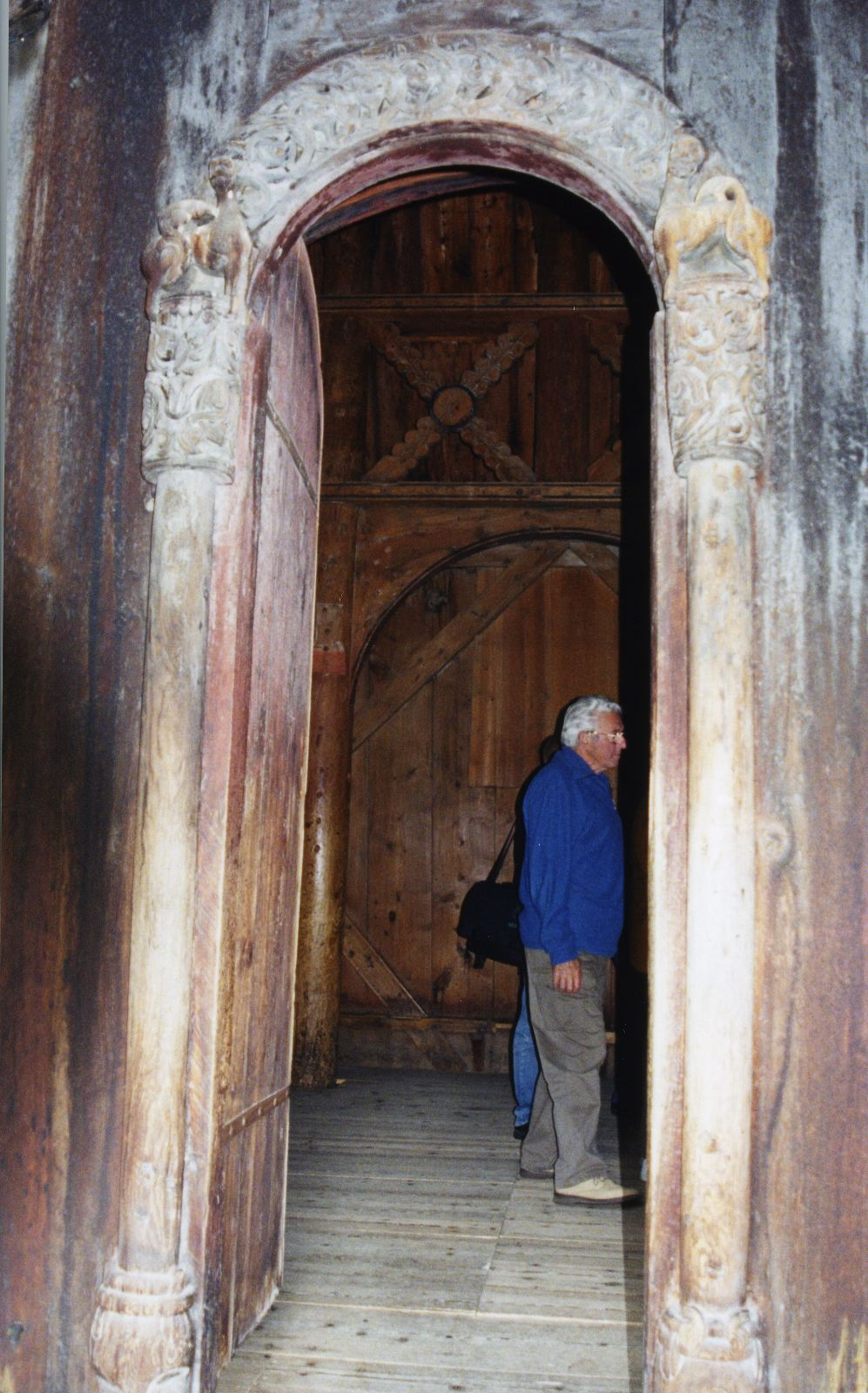
Entrada a través d'un arc amb pilars, església de fusta de Borgund
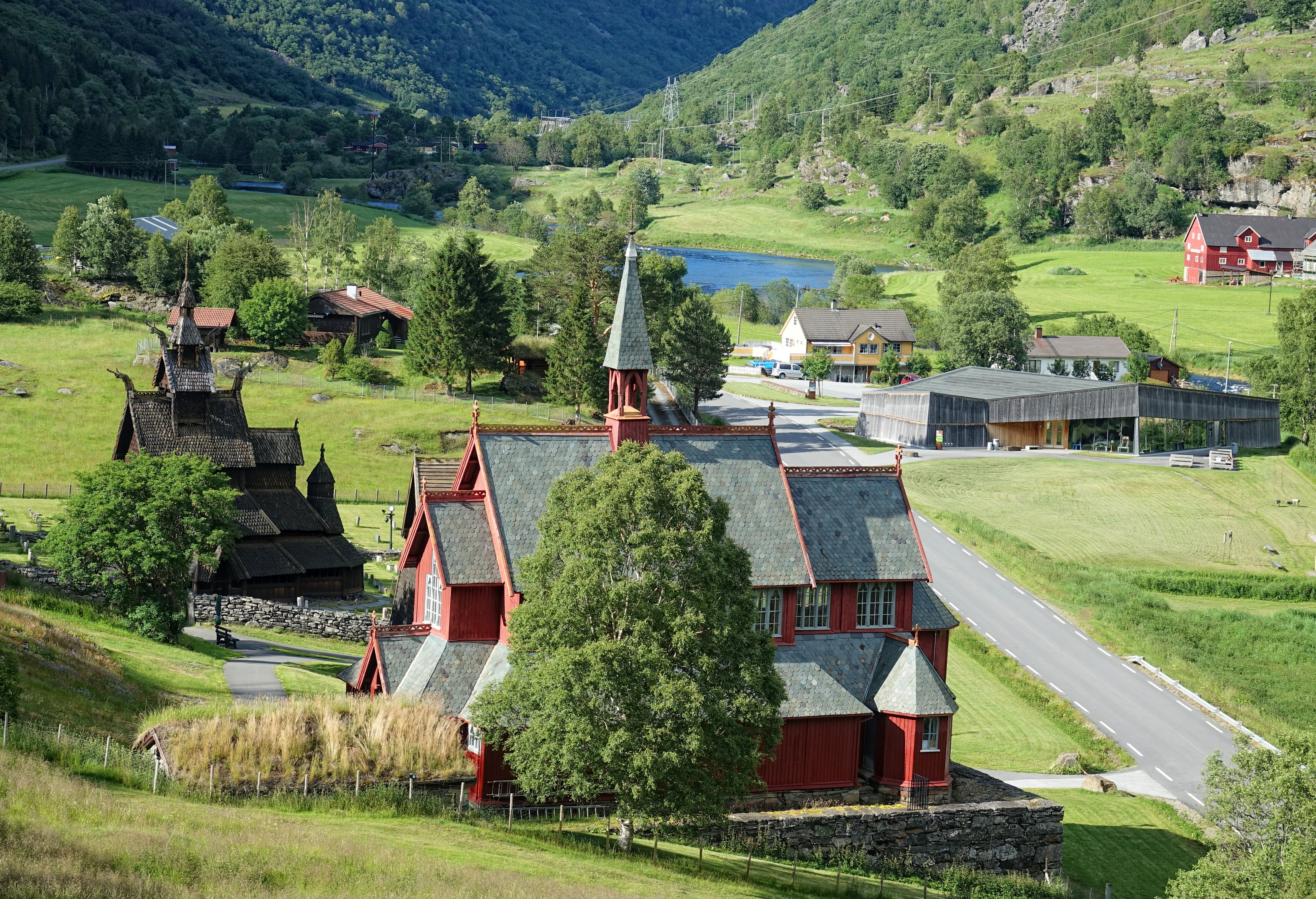
Església de fusta de Borgund, la «nova» església de Borgund i el centre de visitants a la part posterior
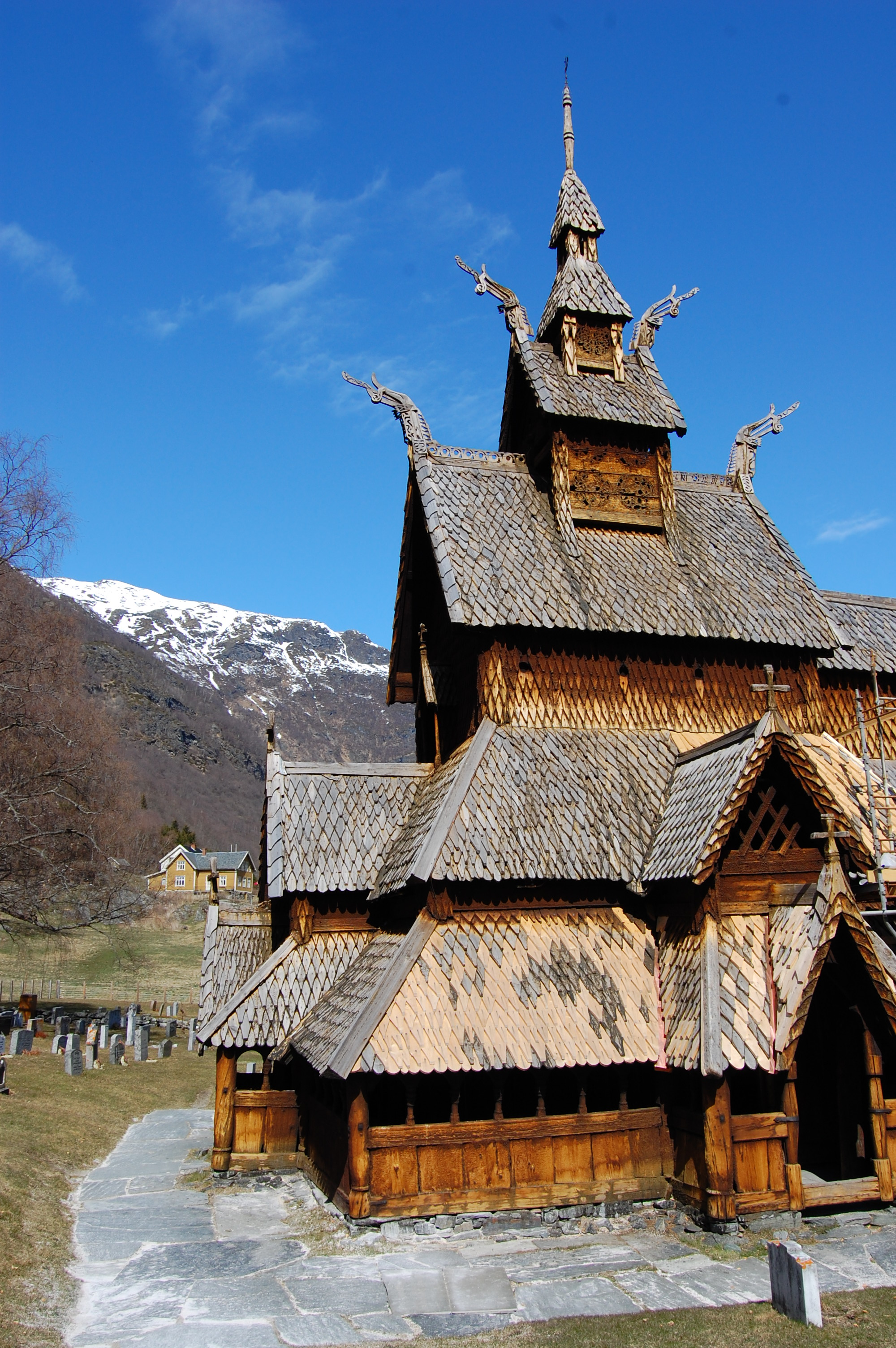
Imatge de l'església de fusta de Borgund amb finestres amb il·luminació natural visible